# Абдраимов, Сейфулла Абдраимович
Сейфулла Абдраимович Абдраимов (каз. Сейфолла Әбдірайымов; род. 25 марта 1939) — советский и казахстанский учёный, доктор сельскохозяйственных наук (1990), профессор (1991), член-корреспондент Национальной академии наук Казахстана (1993). Заслуженный агроном Казахстана (1987), Лауреат Государственной премии Республики Казахстан (1991), академик сельскохозяйственных наук НАН РК (2002).

## Биография
Родился 25 марта 1939 года в селе Бирлик Жанакорганского района Кызылординской области.
В 1961 году окончил агрономический факультет Казахского сельскохозяйственного института. Поступил в аспирантуру Одесского сельскохозяйственного института на кафедру ботаники, учился под руководством Ф. К. Тихомирова. Защитил кандидатскую диссертацию, затем работал заместителем начальника Главного управления науки и пропаганды Министерства сельского хозяйства Казахстана.
С 1965 по 1978 год работал в Казахском научно-исследовательском институте каракулеводства в Шымкенте.
С 2004 года заведующих отделом пастбищ и кормопроизводства Юго-Западного научно-производственного центра сельского хозяйства.

## Научная деятельность
Труды Абдраимова посвящены созданию кормовой базы из аридных кормовых культур, теоретическим основам и технологиям по возделыванию аридных кормовых культур в пустынных зонах. Разработал способы коренного улучшения пустынных пастбищ путем создания много компонентных агроценозов, устойчивых к неблагоприятным факторам среды и, формируюшие урожай кормовой массы для с/х животных пустынных районов Казахстана. Вывел около двух десятков сортов высокоурожайных, устойчивых к засухе культур (изень «Арысский», саксаул "Жансая" и другие).

## Сочинения
- Пути улучшения и использования естественных пастбищ. — А.-А., 1968;
- Пастбища Южного Казахстана. — А.-А., 1975;
- Специальные пастбища Казахстана. — А.-А., 1988.